# Manassé Mahoulé Ayayi
Manassé Mahoulé Ayayi (* im 20. Jahrhundert; † 2010) war ein beninischer Hochschullehrer und Minister in der Volksrepublik Benin.

## Leben
Ayayi, ein Mitglied der Mina, gehörte der Zivilverwaltung an und war ein radikales Mitglied der Ligue Internationale de la Défense des Droits du Peuple, die sich gegen die ökonomische Präsenz Frankreichs in Benin wandte. Nach einem Aufenthalt an der Université Nationale du Bénin als Professor wurde er im Februar 1981 von Mathieu Kérékou als Minister für Staatsunternehmen berufen. Er hielt diese Position bis April 1982, als er das Handelsministerium übernahm. Hier schied er 1984 aus und übernahm anschließend Verwaltungsaufgaben auf niedrigeren Hierarchiestufen. Ayayi starb im Jahr 2010.